# Conservatoire à rayonnement régional de Saint-Maur-des-Fossés
 (août 2025).
Le conservatoire à rayonnement régional de Saint-Maur-des-Fossés est un conservatoire à rayonnement régional, établissement d'enseignement artistique agréé et contrôlé par l'État (Direction générale de la Création artistique du ministère de la Culture et de la Communication), représenté par la direction régionale des Affaires culturelles (DRAC). Il propose trois spécialités, musique, chorégraphie et art dramatique. Il est situé à Saint-Maur-des-Fossés (Val-de-Marne, France).

## Histoire

### Directeurs successifs
- Pierre Doury (1925-2018) - directeur de 1961 à 1993, du conservatoire municipal au Conservatoire national de région
- Jean-Pierre Ballon - 1993 à 2010
- Olivier Kaspar - 2010 à 2014
- Jean Roudon - 2014 à 2020
- Bruno Mantovani - depuis 2020

## Fonctionnement du CRR
En 2020, le conservatoire, et ses 90 enseignants , accueillent environ 1 200 élèves.

### Diplômes délivrés
Le conservatoire décerne un certificat d'études musicales et un certificat d'études chorégraphiques, ainsi que les diplômes d’études chorégraphiques, musicales et théâtrales.

### Enseignement
Dans le domaine musical, le conservatoire délivre un enseignement concernant les cordes (violon, alto, violoncelle, contrebasse), les bois (flûtes, hautbois, basson, saxophone, clarinette), les cuivres (cor, trompette, trombone, tuba) ainsi que les instruments polyphoniques (piano, guitare, harpe, orgue, percussions). Des classes de chant, d’écriture, d'improvisation à l'orgue et de composition musicales, ainsi qu’un atelier consacré à la musique ancienne.
Les danses classique, contemporaine et jazz font partie de l’offre chorégraphique du conservatoire ainsi qu’un cursus d’art dramatique comprenant également une formation à l'expression scénique. Il existe également une classe de comédie musicale.

### Partenariats
Le conservatoire, en partenariat avec l’Éducation nationale, s’inscrit dans un cycle de classes à horaires aménagés. Le collège Le Parc travaille dans le cadre de ce partenariat entre les deux structures, coordonné par Yves Verhoeven professeur d'éducation musicale et de chant choral, chargé de ces classes.